# دی هاویلند گاینت موث
دی هاویلند گاینت موث (به انگلیسی: De_Havilland_Giant_Moth) یک هواگرد ملخ‌پیشین تک‌موتوره از نوع ترابری دوباله ساخت شرکت د هویلند است. هواگرد دی‌هاویلند دی‌اچ. ۶۱ گاینت موس نخستین پروازش را در دسامبر ۱۹۲۷ میلادی انجام داد. این هواگرد در سال ۱۹۲۸ میلادی رسماً معرفی گردید. در مجموع، تعداد ۱۰ فروند از این هواگرد ساخته شده‌است.